# Electro (Marvel Comics)
Electro (Maxwell "Max" Dillon) egy szupergonosz a Marvel Comics által kiadott képregényekben. A karaktert Stan Lee és Steve Ditko teremtették meg. Electro először a The Amazing Spider-Man kilencedik számában jelent meg (1964), Pókember ellenfeleként. Azóta is Pókember egyik leghíresebb és leghosszabb ideig szolgáló ellenfele, ugyanakkor egyéb hősökkel, például Fenegyerekkel is harcolt már. A Sinister Six alapító tagja, és az Emissaries of Evil eredeti felállásának vezetője.
A történet eredeti változata szerint Max Dillon vonalfelügyelő volt egy villamosműveknél, de a bűn útjára lépett, mikor belecsapott a villám, miközben egy távvezetéken dolgozott. Electro szupererői a villamosság köré épülnek: magába tudja szívni azt, hogy "feltöltődjön", ezáltal erősebb legyen, illetve olyan képességgekkel is rendelkezik, mint a repülés, az emberfeletti erő és a gyorsaság. Max Dillon 2016 és 2021 között halottnak számított, így helyébe egy másik Electro lépett, Francine Frye személyében.
A képregényeken kívül szerepelt a Pókember-franchise alapján készült videojátékokban, tévésorozatokban és filmekben is. Első filmes megjelenése a 2014-es A csodálatos Pókember 2.-ben volt, ahol Jamie Foxx alakította őt. A Pókember: Nincs hazaút című filmben ismét Foxx fogja játszani Electrót.